# Onthophagus delahayei
Onthophagus delahayei är en skalbaggsart som beskrevs av Josso 2011. Onthophagus delahayei ingår i släktet Onthophagus och familjen bladhorningar. Inga underarter finns listade i Catalogue of Life.